# Югозападна Англия
Югозападна Англия (на английски: South West England) е един от деветте региона в Англия, дефинирани от правителството на Великобритания за статистически и други цели. Регионът обхваща седем графства с обща територия от 23 829 квадратни километра и население, към 2001 година, от 4 928 458 жители.
В района на Югозападна Англия се намират два национални парка и четири обекта на световното наследство под егидата на ЮНЕСКО в това число и митичния Стоунхендж. Сред многобройните притегателни дестинации за туристи и ценители са голямата ботаническа градина наречена „Проект Рай“, музикалния фестивал Гластънбъри, културно-историческото наследство на Бат и др. Част от южното крайбрежие на графство Девън и по-специално общината Торбей е наричана „английската ривиера“.

## География
„Югозападна Англия“ е най-големият по площ регион в кралството. По-голямата част от територията му е разположена на полуострова наричан неофициално „West Country“ (западна страна), дефиниран в южна посока от западната част на „Английския канал Ламанш“ и на север от Бристълския канал. В състава на региона влизат следните седем официални административни единици – графствата: Глостършър, Уилтшър, агломерацията на Бристъл, Съмърсет, Дорсет, Девън и Корнуол. Към района се включва и островната група Сили, която в административен смисъл е в обхвата на графство Корнуол.
Най-големият град на региона е Бристъл, който е ядро на десетата, по брой на населението, урбанизирана територия (агломерация) във Великобритания. Сред другите по-големи градски центрове са: Плимът, Суиндън, Ексетър, Глостър, Бат, Челтнъм, Борнмът и Пул.
През северната част на регион „Югозападна Англия“ протича река Севърн – една от най-големите реки във Великобритания. Тя се влива в Бристълския канал чрез големия си естуар в района на община Южен Глостършър и Бристъл. Регионът включва в територията си два национални парка: Дартмур, обхващащ площ от 954 квадратни километра и Ексмур, простиращ се на 693 квадратни километра.

## Административно деление
| Регион            | Графство   | Графство | Общини |
| ----------------- | ---------- | -------- | --- |
| Югозападна Англия | Глостършър |          | Глостър, Тюксбъри, Челтнъм, Котсуолд, Страуд, Форест оф Дийн, автономна община: Южен Глостършър                                   |
| Югозападна Англия | Уилтшър    |          | Суиндън, Уилтшър |
| Югозападна Англия | Бристъл    |          | Бристъл |
| Югозападна Англия | Съмърсет   |          | Южен Съмърсет, Тоунтън Дийн, Западен Съмърсет, Седжмур, Мендип, автономни общини: Бат и Североизточен Съмърсет, Северен Съмърсет  |
| Югозападна Англия | Дорсет     |          | Уеймът и Портланд, Западен Дорсет, Северен Дорсет, Пърбек, Източен Дорсет, Крайстчърч, автономни общини: Борнмът, Пул             |
| Югозападна Англия | Девън      |          | Ексетър, Източен Девън, Среден Девън, Северен Девън, Торидж, Западен Девън, Саут Хамс, Тейбридж, автономни общини: Плимът, Торбей |
| Югозападна Англия | Корнуол    |          | Пенуит, Кериър, Карик, Рестърмел, Карадън, Северен Корнуол, Острови Сили                                                          |

## Население
| Регион/Графство   | население | гъстота  | най-голям град       | най-голяма урбанизирана територия |
| ----------------- | --------- | -------- | -------------------- | --------------------------------- |
| Югозападна Англия | 4 928 458 | 207/km²  | Бристъл (421 300)    | Агломерация Бристъл (551 066)     |
| Глостършър        | 858 300   | 272/km²  | Глостър (123 205)    | Агломерация Глостър (136 203)     |
| Уилтшър           | 639 500   | 140/km²  | Суиндън (155 432)    | Агломерация Суиндън (184 000)     |
| Бристъл           | 551 066   | 3639/km² | Бристъл (436 100)    | Агломерация Бристъл (551 066)     |
| Съмърсет          | 912 900   | 219/km²  | Бат (90 144)         | Бат (90 144)                      |
| Дорсет            | 710 500   | 265/km²  | Борнмът (167 527)    | Агломерация Борнмът-Пул (383 713) |
| Девън             | 1 141 600 | 190/km²  | Плимът (243 795)     | Плимът (243 795)                  |
| Корнуол           | 524 200   | 148/km²  | Сейнт Остъл (22 658) | Сейнт Остъл (22 658)              |

## Транспорт
Районът на Бристъл оперира като голям автомагистрален възел с множество пътни трасета от най-висок клас. Тук се пресичат два от главните транспортни коридори на Англия. Единият от тях, обслужван от Автомагистрала М4, преминава в направление изток-запад, свързвайки Бристъл със столицата Лондон на изток и респективно в западна посока с урбанизираните територии на южен Уелс. Вторият коридор, обслужван от Автомагистрала М5, преминава в направление североизток-югозапад, свързвайки бристълската агломерация с тази на Бирмингам в северна посока, а в югозападно направление с градовет Ексетър и Плимът.
На територията на региона, оперират няколко от главните железопътни трасета в кралството. „Великата западна железопътна линия“ свързва столицата Лондон с Бристъл, а от там чрез югозападния си ръкав, преминава през Ексетър и Плимът и продължава чак до градчето Пензанс в най-отдалечените югозападни части на страната. „Югозападната главна железопътна линия“, оперира от Лондон през Саутхамптън до Борнмът, Пул и Уеймут в графство Дорсет. Друга главна линия, запачва отново в Лондон и достига Ексетър, преминавайки през южната част на Уилтшър и Северен Дорсет.
В регион „Югозападна Англия“ са разположени пет летища с пътнически терминали за гражданската авиация. Те са изградени край градовете Бристъл, Ексетър и Плимът в графство Девън, Нюкий в графство Корнуол и Борнмът в графство Дорсет.

## Градове
Долният списък отразява всички градове в регион Югозападна Англия с население над 10 000 души.
- ГЛО = Глостършър, УИЛ = Уилтшър, СЪМ = Съмърсет, ДОР = Дорсет, ДЕВ = Девън, КОР = Корнуол, БР = Бристъл

| Население > 400 000 - Бристъл, БР Население > 200 000 - Плимът, ДЕВ Население > 100 000 - Суиндън, УИЛ - Борнмът, ДОР - Глостър, ГЛО - Пул, ДОР - Ексетър, ДЕВ - Челтнъм, ГЛО Население > 50 000 - Бат, СЪМ - Кингсуд, ГЛО - Торки, ДЕВ - Тоунтън, СЪМ - Уестън сюпър Меър, СЪМ - Уеймът, ДОР Население > 30 000 - Барнстъпъл, ДЕВ - Бриджуотър, СЪМ - Ексмът, ДЕВ - Йоувил, СЪМ - Крайстчърч, ДОР - Пейнтън, ДЕВ - Троубридж, УИЛ - Солсбъри, УИЛ - Страуд, ГЛО - Чипънхам, УИЛ | Население > 20 000 - Камборн, КОР - Клийвдън, СЪМ - Нютън Абът, ДЕВ - Пензанс, КОР - Сейнт Остъл, КОР - Труро, КОР - Фолмът, КОР - Фрум, СЪМ - Фърндаун, ДОР Население > 10 000 - Айвибридж, ДЕВ - Байдфорд, ДЕВ - Бишопс Клийв, ДЕВ - Бодмин, КОР - Бридпорт, ДОР - Бриксам, ДЕВ - Бърнам он Сий, СЪМ - Въруд, ДОР - Дивайзъс, УИЛ - Долиш, ДЕВ - Дорчестър, УИЛ - Дързли, ГЛО - Илфракъмб, ДЕВ - Калн, УИЛ - Кейншам, СЪМ - Кингстейнтън, ДЕВ | - Колфорд, ГЛО - Коршам, УИЛ - Майнхед, СЪМ - Мелкшам, УИЛ - Мидсоумър Нортън, СЪМ - Нейлси, СЪМ - Нюкий, КОР - Портисхед, СЪМ - Сайрънсестър, ГЛО - Салташ, КОР - Сидмът, ДЕВ - Синдефорд, ГЛО - Стоук Гилфорд, ГЛО - Суонидж, ДОР - Тависток, ДЕВ - Тинмът, ДЕВ - Тивъртън, ДЕВ - Торнбъри, ГЛО - Тюксбъри, ГЛО - Уелингтън, СЪМ - Уелс, СЪМ - Уестбъри, УИЛ - Уимборн Минстър, ДОР - Уорминстър, УИЛ - Утън Басет, УИЛ - Хелстън, КОР - Хонитън, ДЕВ - Чард, СЪМ |

## Образование
В регион „Югозападна Англия“ функционират осем университета:
- Борнмътски университет
- Бат Спа университет
- Университет на Бат
- Бристълски университет
- Ексетърски университет
- Университет на Глостършър
- Плимутски университет
- Университет на Западна Англия

Към гореизброените могат да бъдат добавени и седем университетски колежа, предлагащи също еквивалент на т.нар. висше образование.